# Дидаскал Анатолије
Анатолије, дидаскал и учени појац светогорски из манастира Ватопеда. На позив митрополита Вићентија Јовановића дошао је у београдско-карловачку митрополију где је држао од 1731. до 1737. грчку школу у Београду и Карловцима. 